# 南怡
南怡（1441年—1468年），朝鮮王朝初期將領，英年早逝，在後世民間被神格化。

## 生平
曾祖父是朝鮮王朝的建國裡有功績的領議政南在，祖父南暉娶朝鮮太宗的四女貞善公主，被封為宜山君。父親南份、母親為洪汝恭之女。南怡娶癸酉靖難一等功臣左議政權擥之女。
1458年（世祖3年），17歲的南怡在武科上以首席合格當上狀元。1467年南怡討伐橫行的盜賊，又與龜城君李浚鎮壓李施愛之亂，因頭等功勛而被表揚，受封宜山君。南怡又在攻擊建州衛建州三衛（女真族）李滿住的戰爭中，擔任先鋒立功而被封為兵曹判書。
但是，在世祖駕崩，新君睿宗登基之後被冷落。後來南怡因曾經在遠征中吟詠的詩「白頭山石磨刀盡，豆滿江水飲馬無，男兒二十未平國，後世誰稱大丈夫」，被奸臣柳子光誣陷“未平國”有“未得國之心”作為謀反企圖的證據。南怡因此被逮捕，在漢江邊上的沙南基白沙場被處決。此陰謀被推測為舊勢力申叔舟、韓明澮等靖難功臣與新興的王族勢力南怡（太宗的外曾孫）、龜城君李浚（世宗之孫、臨瀛大君李璆之子）等對立而引致的。其後，南怡的謀略叛事件被舊勢力作為肅清政敵的藉口，王族勢力被重用的人皆被肅清。龜城君李浚也因被削去領議政之職，從此朝鮮王室宗親（除了極少數之外）都被嚴格禁止參與朝政。
1818年（純祖18年）、經後世孫右議政南公轍的奏請之後，官爵和名譽被恢復，賦予了忠武公的諡號。
|  | 拔出长剑提在手，登上白头山巅。唯见朝鲜一叶，胡越困周边。何时方能一扫南北风尘？ ——南怡时调《拨出长剑》译诗:561:181 |

|  | 白头山石磨刀尽，豆满江水饮马无。男儿二十未平国，后世谁称大丈夫？ ——南怡七绝《白头山》:710-711:213 |